# (6872) 1993 CN1
A (6872) 1993 CN1 a Naprendszer kisbolygóövében található aszteroida. Ueda Szeidzsi és Kaneda Hirosi fedezte fel 1993. február 15-én.